# Грамматика персидского языка
В настоящей статье описывается грамматика современного литературного персидского языка (фарси), государственного языка Ирана.

## Общая характеристика
Персидский язык наследует древний флективно-синтетический индоевропейский тип, господствовавший ещё в древнеиранскую эпоху в авестийском и древнеперсидском языках, в сильно редуцированном виде. Черты флективного строя сохранились прежде всего в личных окончаниях глагола. Большинство именных и глагольных категорий выражаются аналитически, для имени также характерны агглютинативные аффиксы.
Несмотря на то, что среднеперсидский язык развил эргативную конструкцию в прошедших временах, новоперсидский язык вновь полностью перешёл на номинативный строй.

## Имя
Различие между существительными и прилагательными развито слабо и определяется прежде всего семантикой и синтаксической позицией (прилагательное выступает в роли определения), непроизводные существительные и прилагательные не имеют внешних отличительных признаков своей части речи, производные имена в большинстве случаев могут быть отличены друг от друга. Широко развита субстантивация прилагательных, некоторые имена могут часто обозначать как признак, так и носителя этого признака: ایرانی irâni «иранский» или «иранец», جوان javân «молодой» или «юноша».

### Неизменяемые категории
Категория рода отсутствует. Исключением могут считаться некоторые заимствования из арабского, обозначающих лиц, в которых различие по роду выражает окончание женского рода ه -e: شاعر šâer «поэт» — شاعره šâere «поэтесса».
Категория лица/не-лица выражается соотнесённостью существительного с местоимениями که/کی ke/ki «кто» или چه/چی če/či «что», при этом животные обычно соотносятся с местоимением «что». Также эта категория проявляется в способности присоединять разные аффиксы множественного числа, по-разному образованные прилагательные, необязательностью согласования сказуемого в числе для не-лиц. (см. ниже)

### Изменяемые категории
Категории падежа фактически нет. Падежные отношения выражаются предлогами и послелогом, изафетом и порядком слов в предложении.

#### Изафет
Изафет — универсальный способ выражения как качественного определения (типа красивая девушка), так и определения по принадлежности (типа красота девушки) при определяемом. В этой конструкции неизменяемое определение всегда следует после определяемого. Последнее при этом приобретает специальную изафетную форму, выражающуюся в добавлении безударного показателя (собственно изафета) -е к основе (после всех суффиксов и аффикса множественного числа):
Определяемое + е + Определение
На письме изафет по преимуществу никак не отображается, за исключением учебных текстов и специальных случаев, когда для его обозначения используется подстрочный знак «зир» (کتابِ برادر ketâb-e barâdar «книга брата» вместо обычного کتاب برادر). После имён, оканчивающихся на гласный, используется позиционный вариант изафета -ye. После -i такой вариант изафета также не получает выражения на письме. После -a и -u (или -o) для обозначения изафета используется буква ی (йа): آشنا âšnâ «знакомый» — آشنای خوب âšnâ-ye xub «хороший знакомый», گفتگو goftogu «разговор» — گفتگوی آشنایان goftogu-ye âšnâyân «разговор знакомых». После гласного -e, выражающегося буквой ه, изафет может выражаться как хамзой, так и буквой ی (йа): خانهٔ بلند / خانه‌ی بلند xâne-ye boland «высокий дом».
Если у определяемого несколько качественных определений, они следуют друг за другом и после каждого из них (кроме последнего) ставится изафет (получается изафетная цепь). Если слово имеет и качественные определения, и определения по принадлежности, то последние идут всегда в конце. Существительное, следующее в изафетной цепи за существительным, всегда относится к нему как определение по принадлежности.
Примеры:
دختر کوچک زیبا doxtar-e kuček-e zibâ — «маленькая красивая девочка»
دختر زیبای پدر پیر doxtar-e zibâ-ye pedar-e pir — «красивая дочка старого отца»
خانهٔ بزرگ پدر دوست نزدیک برادر کوچک شما xâne-ye1 bozorg-e2 pedar-e3 dust-e4 nazdik-e5 barâdar-e6 kuček-e7 šomâ8 — «большой2 дом1 отца3 близкого5 друга4 вашего8 младшего7 брата6»

#### Число
В единственном числе существительное равно основе, для образования множественного числа используются два основных агглютинативных аффикса, всегда принимающих на себя ударение:
- ها -hâ — почти универсальный агглютинативный аффикс, присоединяемый как к существительным-лицам, так и не-лицам: زن zan «женщина» — زنها zanhâ «женщины», گاو gâv «корова» — گاوها gâvhâ «коровы», میز miz «стол» — میزها mizhâ «столы».
- ان -ân имеет позиционные варианты گان -gân (после имён на -е), یان -yân (после имён на -â) и وان -vân (после имён на -u) и присоединяется в основном к существительным, обозначающим лица: کارگر kârgar «рабочий» — کارگران kârgarân «рабочие», خواننده xânande «читатель» — خوانندگان xânandegân «читатели». Пережиточно он также может иногда употребляться с некоторыми неодушевлёнными именами: چشمان češmân «глаза», درختان daraxtân «деревья».

Кроме того, довольно широко употребляются арабские способы образования множественного числа, заимствованные вместе с арабской лексикой и распространившиеся также на некоторые исконные по происхождению слова и даже тюркизмы:
- ات -ât — аффикс неодушевлённых существительных
- ین и ون -in и -un — аффиксы одушевлённых существительных, обозначающих профессии.
- арабское «ломанное» множественное число представляет собой изменение основы путём замены или добавления гласных. Это т. н. «внутренняя флексия», моделей образования которой насчитывается около сорока. Такие формы обычно всегда даются в словарях.

Множественное число не употребляется после числительных, в значении собирательности (когда речь идёт о предмете вообще) и в именном сказуемом: دو روز do ruz — «два дня», در باغ درخت زیاد است — dar bâγ daraxt ziyâd ast «в саду много деревьев», آنها کارگر هستند ânhâ kârgar hastand — «они рабочие».

#### Выделенность
В персидском языке имеется безударный постпозитивный артикль ی -i, обозначающий особую категорию «выделенности», совмещающую выражение неопределённости или единичности (او کتابی خرید (u ketâb-i xarid) «он купил какую-то книгу») с выделением предмета из ряда подобных. В последнем случае артикль употребляется почти регулярно при существительном, выделяемом придаточным предложением: او کتابی خرید که تو در دکان دیده بودی (u ketâb-i xarid ke to dar dokkân dide budi) «он купил книгу, которую ты видел в магазине».
Артикль всегда присоединяется к концу изафетной синтагмы: مردی (mard-i) «некий/один мужчина», مرد پیری (mard-e pir-i) «некий/один старый мужчина». Если существительное с изафетным определением, выраженным прилагательным, выступает в роли именной части сказуемого, оно обязательно выделяется артиклем: او مرد خوبی است (u mard-e xub-i ast) «он хороший человек». В большинстве же других случаев употребление артикля может быть факультативным или заменяться словом یک yek «один».

#### Аккузатив
Для выражения прямого дополнения в персидском языке существует единственный безударный послелог را -râ, присоединяющийся в самом конце синтагмы (в конце изафетной цепи, после аффиксов и артикля), что мешает ему стать полноценным агглютинативным окончанием. Прямое дополнение всегда оформляется послелогом, если оно выражено местоимением, именем, обозначающим известный (определённый) предмет, именами собственными. В случае неопределённого прямого дополнения послелог опускается: من میخ‌را برداشتم man mix-râ bar-dâštam «я подобрал (тот самый) гвоздь»; من میخ‌ برداشتم man mix bar-dâštam «я подобрал (какой-то) гвоздь». Таким образом, в персидском языке представлено явление, известное как дифференцированное маркирование объекта.

#### Степени сравнения
Качественные прилагательные (и наречия) могут принимать аффикс сравнительной степени تر -tar: زیبا zibâ «красивый» — زیباتر zibâtar «красивее»: این دختر زیباتر از آن است in doxtar zibâtar az ân ast «эта девушка красивее той». Превосходная степень образуется с помощью суффикса ترین -tarin, при этом прилагательное в превосходной степени употребляется в препозиции к определяемому без использования изафета: زیباترین دختر zibâtarin doxtar «самая красивая девушка».

### Порядок аффиксов
Общая схема присоединения аффиксов в именной синтагме такова:
(Предлог) + Существительное + (аффикс множ.ч.) + изафет (-е) + Определение + (аффикс сравнит.степ. -tar) + (артикль -i) + (послелог -râ)

## Местоимения

### Личные местоимения
Личные местоимения неизменяемы. В 1-м и 2-м лицах они отличаются общеиндоевропейским супплетивизмом основ и продолжают основы косвенных падежей индоиранских местоимений. В 3 л.ед.ч. род не различается, для не-личных имён используются указательные местоимения.
|        | Единственное число                     | Множественное число |
| ------ | -------------------------------------- | ------------------- |
| 1 лицо | من man я                               | ما mâ мы            |
| 2 лицо | تو to ты                               | شما šomâ вы         |
| 3 лицо | او u он/она (лицо) آن ân оно (не-лицо) | آنها ânhâ они       |

### Энклитические местоимения
Безударные энклитические местоимения примыкают к существительному прежде всего в функции определения по принадлежности: پدر pedar «отец» — پدرت pedarat «твой отец», پدر پیرت pedar-e pirat «твой старый отец».
|        | Единственное число | Множественное число |
| ------ | ------------------ | ------------------- |
| 1 лицо | م -am мой          | مان -emân наш       |
| 2 лицо | ت -at твой         | تان -etân ваш       |
| 3 лицо | ش -aš его/её       | شان -ešân их        |

### Другие местоимения
- Возвратные: خود xod «себя», «сам», в качестве определения — «свой», используется обычно в сочетании с энклитическими местоимениями, уточняющими лицо, например, خودم را xodam-râ «(я сам) себя».
- Указательные: این in «этот», آن ân «тот», همین hamin «этот же», همان hamân «тот же самый», چنین čenin и چنان čenân «такой» — употребляются в препозиции.
- Вопросительные: که/کی ke/ki «кто», چه/چی če/či «что», «какой», کدام kodâm «какой», «который», چند čand «сколько», چرا čerâ «почему», كی key «когда». В качестве вопросительных местоимений используются также сочетания с существительными: چطور četowr «как», «какой» (букв. «каким образом»), کجا kojâ «где» (букв. «какое место»).
- Определительные: هر har «каждый» (препозиционное), همه hame-ye «весь», «всё». В качестве синонима последнего используются также арабизмы تمام tamâm-e, کلیه koliye-ye и др.
- Неопределённые: کسی kas-i «кто-то», چیزی čiz-i «что-то», فلان felân «такой-то (человек)», بعضی ba’z-i и برخی barx-i «некоторые».
- Отрицательные: هیچ hič «никакой», «ничто», هیچ کس hič kas «никто», هیچ چیز hič čiz «ничто», هیچ گونه hič gune «никакой», هیچ کدام hič kadâm «ни один» и др.

## Числительные
Десятеричная система числительных продолжает индоевропейский тип с особым способом образования единиц второго десятка:
1 — yek, 2 — do, 3 — se, 4 — čahâr/čâr, 5 — panj, 6 — šeš, 7 — haft, 8 — hašt, 9 — noh, 10 — dah
11 — yâzdah, 12 — davâzdah, 13 — sizdah, 14 — čahârdah/čârdah, 15 — pânzdah, 16 — šânzdah, 17 — hafdah, 18 — hejdah, 19 — nuzdah
20 — bist, 30 — si, 40 — čehel, 50 — panjâh, 60 — šast, 70 — haftâd, 80 — haštâd, 90 — navad
100 — sad, 200 — devist, 300 — sesad, 400 — čahârsad/čârsad, 500 — pânsad, 600 — šešsad и т. д.
1000 — hazâr, 1 000 000 — milyun, 1 000 000 000 — milyârd
Составные числительные образуются сочетанием нескольких с помощью союза -o-: 1835 — hazâr-o-haštsad-o-si-vo-panj.
Существительное с числительными всегда употребляется в единственном числе. Между числительным и именем довольно регулярно употребляется нумератив: panj nafar sarbâz «пять солдат», dah sar gâv «десять (голов) коров», se joft kafš «три пары башмаков», do tâ xâne «два дома», davâzdah dâne toxm «двенадцать яиц». Нумератив не употребляется с именами, которые сами обозначают единицы времени, пространства и т. д.: noh sâat «девять часов».
Порядковые числительные образуются с помощью суффиксов -om (для изафетной конструкции) или -omin (для препозиции).

## Глагол
Глагол в персидском языке обладает развитой системой личных финитных форм. Спряжение глагола флективно, окончания выражают лицо и число, согласующиеся с субъектом предложения (подлежащим). Однако если подлежащее выражено существительным во множественном числе, обозначающим не-лица (предметы, явления, животных), глагол часто употребляется в единственном числе.
Спряжение единообразно для всех глаголов во всех формах. В ударном варианте личные окончания используются в настояще-будущем времени, в безударном — в прошедшем времени и в качестве краткой глагольной связки. Исключение составляет 3 л. ед.ч., где в каждом из этих случаев свой вариант окончания.
|        | Единственное число                                               | Множественное число |
| ------ | ---------------------------------------------------------------- | ------------------- |
| 1 лицо | -am                                                              | -im                 |
| 2 лицо | -i                                                               | -id                 |
| 3 лицо | -ad — наст-буд. время -0 (ноль) — прошедшее время -ast — связка. | -and                |

У глагола имеется три наклонения: изъявительное, сослагательное и повелительное. Сохранилось также несколько застывших форм 3-го лица единственного числа желательного наклонения (оптатив). Переходные глаголы имеют два залога: активный и пассивный, который выражается аналитической конструкцией со вспомогательным глаголом šodan. Помимо противопоставления по переходности/непереходности, ограниченно используются также каузативные (побудительные) глаголы, образующиеся в общем случае от основы настоящего времени с помощью суффикса -ân-: xordan «есть» — xorândan «кормить».

### Две основы
Каждый глагол имеет две основы: презентную (настоящего времени — ОНВ) и претериальную (прошедшего времени — ОПВ), например, kon- : kard- ‘делать’, row- : raft- ‘идти’. Первая из них продолжает древнеиранскую финитную основу настоящего времени, вторая — страдательное причастие на *-ta-, поэтому в большинстве глаголов она образуется от первой путём нетривиальных исторических чередований как в конечном гласном корня, так и зачастую в гласном корня. Всего насчитывается около тридцати типов соотношения ОНВ ~ ОПВ, которые всегда даются в словарях. Некоторые глаголы имеют супплетивный характер, ОНВ и ОПВ их образуются от разных корней (например, bin- : did- «видеть»). Общая черта ОПВ — окончание на -t или -d. Лишь в наиболее поздних глаголах, в том числе отыменных, ОНВ легко образовать от ОПВ, отбросив -d или -id. Большую роль в образовании аналитических форм глагола играет причастие прошедшего времени, образуемое от ОПВ с помощью суффикса -e: raft — rafte «ушедший».

### Способы образования глаголов
Глаголы можно разделить на
- простые (goftan «говорить»)
- превербиальные (bar-dâštan «поднимать» от bar «на», «вверх» и dâštan «держать»); при образовании финитных форм глагольные префиксы обычно ставятся между превербом и основой.
- отыменные (nâmidan «называть» от nâm «имя»), в современном языке уже непродуктивный способ образования новых глаголов
- сложные (kâr kardan «работать», букв. «работу делать»; harf zadan «разговаривать», букв. «слово бить») — наиболее продуктивный способ, господствующий в современном языке.

### Личные формы
Различные залоговые, видо-временные и модальные формы глагола образуются с помощью различения ОНВ и ОПВ, личных окончаний, ударного префикса длительности и многократности mi-, префикса условности (изначально однократности) be- и аналитически с помощью вспомогательных глаголов. Через всю систему глагола проходит противопоставление немаркированных положительных и маркированных отрицательных форм, образуемых с помощью префикса na-/ne-. Ниже представлены формы глагола kard-an/kon- «делать» в 3 л. ед.ч.

#### Система Настоящего времени
- Настояще-будущее время изъявительного наклонения может выражать действие регулярное, настоящего момента и будущего. Образуется от ОНВ с помощью личных окончаний и префикса длительности mi-, принимающего основное ударение (дополнительное остаётся на личных окончаниях). Исключение составляет глагол dấrad «имеет».

mi-kon-ad «делает, сделает, будет делать» (отриц. ne-mi-kon-ad)
Примеры:
1. обычное настоящее регулярно повторяющееся действие (man dar kârxâne kâr mikonam ‘я работаю на заводе’);
2. действие настоящего момента (hâlâ esterâhat mikonam ‘(я) сейчас отдыхаю’);
3. будущее действие (hatman miâyad ‘(он) обязательно придёт’).

Парадигма:
|        | Единственное число | Множественное число |
| ------ | ------------------ | ------------------- |
| 1 лицо | mi-kon-am          | mi-kon-im           |
| 2 лицо | mi-kon-i           | mi-kon-id           |
| 3 лицо | mi-kon-ad          | mi-kon-and          |

- Настоящее определённое время изъявительного наклонения (инновационное, отсутствует в таджикском и дари) обозначает действие, совершающееся в данный момент. Образуется от настояще-будущего времени с помощью спрягаемых синхронно форм настояще-будущего времени глагола dâštan «иметь».

dârad mi-kon-ad «делает (сейчас)» (отриц. нет)
- Аорист (Настояще-будущее время сослагательного наклонения) выражает условие в придаточном предложении, побуждение, желательность, используется при модальных глаголах. Образуется от ОНВ с помощью личных окончаний, часто маркируется префиксом be-, за исключением превербиальных и сложных глаголов, связки, глагола dârad «имеет» а также отрицательных форм.

(be-)-kon-ad «(пусть/если) сделает» (отриц. na-kon-ad)
- Повелительное наклонение имеет две формы: 2 л. ед.ч. (be-)kon «сделай» и 2 л. мн.ч. (be-)kon-id «сделайте» (отриц. na-kon и na-kon-id).

#### Система Прошедшего времени
- Простое прошедшее время (претерит) образуется от ОПВ с помощью личных окончаний, при этом в 3 л. ед.ч. окончание нулевое.

kard «делал, сделал» (отриц. na-kard)
Примеры:
1. прошедшее действие без видовой характеристики (panj bâr maqâle-râ xândand ‘пять раз они прочли статью’);
2. в придаточных временных и условных может обозначать будущее действие, которое мыслится как завершённое (agar u-râ didi, salâm-am-râ bede ‘если ты его увидишь, передай мой привет’).

Парадигма:
|        | Единственное число | Множественное число |
| ------ | ------------------ | ------------------- |
| 1 лицо | kárd-am            | kárd-im             |
| 2 лицо | kárd-i             | kárd-id             |
| 3 лицо | kard               | kárd-and            |

- Прошедшее длительное время выражает действие длительное, многократное, а также ирреальное действие в придаточных предложениях. Образуется от форм простого прошедшего с помощью ударного префикса длительности:

mi-kard «делал» (отриц. ne-mi-kard)
Пример: sâl-e gozâšte hafte-i yek bâr sinemâ miraftam ‘раз в неделю в прошлом году (я) ходил в кино’.
- Прошедшее определённое время (инновационное) выражает действие, совершавшееся в определённый момент прошлого в момент совершения другого действия. Образуется от форм прошедшего длительного с помощью форм прошедшего времени синхронно спрягаемого глагола dâštan «иметь»:

dâšt mikard «делал, (когда…)» (отриц. нет)
Пример: Hasan madrase rafte bud va mâdarbozorg-aš dâšt nahâr mipoxt ‘Хасан ушёл в школу, а его бабушка варила обед’
- Будущее категорическое время (устаревшее, не употребляется в разговорной речи). Образуется с помощью личных форм аориста глагола xâstan «хотеть» и неизменяемой формы, равной ОПВ.

xâhad kard «сделает, будет делать» (отриц. na-xâhad kard)
Пример: tehrân xâham raft ‘(я) поеду в Тегеран’
- Перфект выражает результативность действия для настоящего момента. Образуется от причастия прошедшего времени с помощью краткой формы связки:

karde ast «(уже) сделал» (отриц. na-karde ast)
Примеры:
1. результативность действия для настоящего момента (hanuz nayâmade-ast ‘(он) ещё не пришел’)
2. значение заглазности, неочевидности (miguyând ke u fomt karde ast ‘говорят, что он скончался’).

Парадигма:
|        | Единственное число | Множественное число |
| ------ | ------------------ | ------------------- |
| 1 лицо | kardé am           | kardé im            |
| 2 лицо | kardé i            | kardé id            |
| 3 лицо | kardé ast          | kardé and           |

- Преждепрошедшее время — действие, предшествующее другому прошедшему. Образуется от причастия прошедшего времени с помощью спрягаемых форм прошедшего времени глагола budan «быть»:

karde bud «(уже) сделал, (когда…)» (отриц. na-karde budam)
Пример: dust-am nahâr xorde bud, ke man be u telefon kardam ‘мой друг уже пообедал, когда я ему позвонил’
- Длительный перфект передаёт обычно значение заглазности, неочевидности

mi-karde ast «(наверное/говорят, что) делал» (отриц. ne-mi-karde ast)
- Преждепрошедший перфект по функциям во многом идентичен преждепрошедшему времени

karde bude ast (отриц. na-karde bude ast)
- Прошедшее время сослагательного наклонения выражает условность, сомнение относительно совершения действия в прошлом, необходимость своершения действий и другие ирреальные действия. Образуется от причастия прошедшего времени с помощью аориста глагола budan «быть»:

karde bâšad (отриц. na-karde bâšad)

#### Связка
|            | Краткая форма | Полная форма | Отрицательная форма | Вопросительная форма (лицо) | Настояще-будущее время глагола budan «быть» | Аорист |
| ---------- | ------------- | ------------ | ------------------- | --------------------------- | ------------------------------------------- | ------ |
| 1 л. ед.ч. | -am           | hástam       | nístam              | kístam                      | mibâšam                                     | bâšam  |
| 2 л. ед.ч. | -i            | hásti        | nísti               | kísti                       | mibâši                                      | bâši   |
| 3 л. ед.ч. | -ast          | -            | níst                | kíst                        | míbâšad                                     | bâšad  |
| 1 л. мн.ч. | -im           | hástim       | nístim              | kístim                      | mibâšim                                     | bâšim  |
| 2 л. мн.ч. | -id           | hástid       | nístid              | kístid                      | mibâšid                                     | bâšid  |
| 3 л. мн.ч. | -and          | hástand      | nístand             | kístand                     | mibâšand                                    | bâšand |

Форма hast используется для выражения значения «имеется»: injâ sandali hast «здесь есть стулья». Для не-лиц используется воспросительная форма čist «что это?»

#### Пассив
Формы пассива образуются аналитически от причастия прошедшего времени на -te/-de с помощью спрягаемых форм глагола šodan «становиться», например, gofte mišavad «говорится», gofte šod «было сказано». От сложных глаголов пассив образуется заменой глагола активной семантики на глагол пассивной: šoru' kardan «начинать» — šoru' šodan «начинаться», «быть начатым».

### Неличные формы
- Инфинитив происходит от древнеперсидских форм на -taniy, на синхронном уровне образуется от ОПВ с помощью аффикса -an: kard — kardan «делать», gereft — gereftan «брать». По функциям персидский инфинитив имеет мало общего с русским, фактически это глагольное существительное, обозначающее соответствующий процесс.
- Причастие прошедшего времени — ОПВ + -e: kard-e «сделавший», did-e «увидевший», raft-e «ушедший». Используется так же в функции, близкой к русскому деепричастию. В среднеперсидском языке это причастие (kard-ag) имело пассивное значение, что пережиточно сохраняется у некоторых глаголов и в современном языке, например, baste «закрытый, привязанный» наряду с формальным значением «закрывший, привязавший».
- Причастие настоящего времени (продуктивный тип) — ОНВ + -ande: forušande «продающий», «продавец», xânande «читающий», «читатель». Существуют также исторические причастия настоящего времени, образованные по непродуктивным ныне моделям: dân-â «знающий», suz-ân «горящий».
- Причастие будущего времени — инфинитив + -i. Означает долженствование: didani «то, что следует посмотреть», xordani «съедобный».

## Наречия
Количество наречий невелико. Большинство исконных наречий обозначают обстоятельства времени: hamiše «всегда», aknun «теперь», hargez «никогда».
Основные способы образования наречий:
- Префикс be- предложного происхождения: bexubi «хорошо», bezur «насильно»
- Танвин-фатха (ـاً) — аффикс -an, продолжающий арабское окончание винительного падежа. Образует наречия от арабских прилагательных: maxsus «особенный» — maxsusan «особенно». Может также иногда образовывать наречия от исконных и других неарабских корней: âškâran «ясно»
- Суффиксы прилагательных -âne, -vâr, -aki.
- Повторы: rafte rafte «постепенно».
- Наиболее распространена конверсия существительных и прилагательных: šab «ночь», в адвербиальной функции — «ночью».

## Синтаксис
В отличие от большинства иранских языков персидскому языку присуща последовательная номинативная типология, при которой глагол всегда согласуется в лице (и часто числе) с субъектом действия, а прямое дополнение стремится к маркированию.

### Порядок слов
Порядок основных членов в предложении:
Субъект — Объект + (послелог -râ) — Сказуемое
ahmad dust-am-râ mibinad «Ахмед видит моего друга».
Порядок слов в расширенном предложении обычно таков:
(обстоятельство времени) — Субъект — Объект + (послелог -râ) — (косвенное дополнение/обстоятельство) — Сказуемое
fardâ u in ketâbhâ va daftarhâ-râ be šomâ midahad «Завтра он эти книги и тетради отдаст вам».
Тем не менее благодаря относительной чёткости выделения имён и глаголов и наличию служебных аффиксов порядок слов может варьировать, особенно в разговорной речи, фольклоре и поэзии. Намного строже задано положение определения. Для персидского характерна изафетная конструкция (см. выше), в которой определение всегда следует в постпозиции к определяемому. В препозиции к определяемому употребляются только указательные, вопросительные, определительные и неопределённые местоимения, прилагательные в превосходной степени. В именном сказуемом именная часть всегда ставится перед связкой.

### Предлоги
Падежные отношения выражаются изафетной конструкцией (генитив и некоторые другие значения), послелогом -râ (аккузатив, остальные значения архаичны) и предлогами. Собственно предлогами являются: az «от», «из», bâ «с», bar «на», barâ-ye «для», be «в», «к», «на» (направление), bi «без», tâ «до», joz «кроме», dar «в», «на» (местоположение). Остальные многочисленные предлоги отыменные, образованные по схеме
(первичный предлог) + Грамматикализированное имя + изафет (-e) / (первичный предлог) — Существительное
Например, bar ru-ye miz «на столе», букв. «на лице стола».

### Союзы
Для выражения сочинительных связей между словами и сочинительных и подчинительных связей между частями сложных предложений используются союзы. Основные сочинительные союзы: -o- (энклитический) и va «и», niz и ham (энклитики) «также», ham … ham «и …, и», če … če «как …, так», na … na «ни …,ни», ammâ, váli, likan «но», bálke «а», «но», yâ «или». Основные подчинительные союзы: ke «который», «что», «чтобы», ânče, harče «то, что», čon «как», «потому что», zirâ «потому что», tâ «чтобы», ágar «если», harčand «хотя».

### Глагольное дополнение при глаголе
Характерной чертой персидского языка является использование спрягаемых форм аориста сослагательного наклонения в качестве дополнения при глаголе, в тех случаях, когда в русском языке используется неспрягаемый инфинитив. Прежде всего это касается дополнений при так называемых модальных глаголах: xâstan «хотеть» и tavânestan «мочь», а также застывшей безличной формы bâyad «до́лжно»: mixâham dars bexânam «я хочу учиться» (букв. «я хочу да учусь»), mitavâni bexizi «ты можешь встать» (букв. «ты можешь да встанешь»), bâyad beravad «он должен пойти» (букв. «до́лжно, (что) он пойдёт»). В этом проявляется сходство персидского с языками балканского языкового союза. Тем не менее существует и безличная конструкция с застывшей формой ОПВ: bâyad dânest «следует знать».

### Безличные предложения
Безличные предложения характерны прежде всего для описания субъективных состояний, ощущений, памяти. Субъект при этом передаётся энклитическим местоимением.
sardat ast? «тебе холодно?»
in kâr yâdam ast «я помню об этом деле»
xošaš na'âmad «ему не понравилось».